# Cmentarz wojenny nr 229 – Skurowa
Cmentarz wojenny nr 229 – Skurowa − cmentarz wojenny z I wojny światowej.
Cmentarz znajduje się w północnej części miejscowości Błażkowa, jednak w ewidencji austriackiej a w związku z tym i w polskiej literaturze figuruje jako Skurowa, miejscowość znajdująca się 300 metrów na wschód od niego.
Cmentarz został zaprojektowany przez Gustava Rossmanna. W dziewięciu grobach masowych pochowano tu 54 żołnierzy austro-węgierskich oraz 34 rosyjskich. W centrum znajduje się betonowy krzyż z metalową koroną cierniową. Na tablicy inskrypcyjnej znajduje się napis (tłum.): "Teraz wy czuwajcie, my zmęczyliśmy się".